# Виллота, Магнус
Магнус Виллота (эст. Magnus Villota; 11 февраля 1998, Пярну) — эстонский футболист, центральный защитник.

## Биография
Воспитанник клубов «Вапрус» и «Пярну ЯК» из своего родного города. Во взрослом футболе дебютировал в 2014 году в составе «Пярну ЯК», игравшего в четвёртой лиге Эстонии. В 2015 году перешёл в «Пярну ЛМ» из высшего дивизиона, первый матч в элите сыграл 7 марта 2015 года против «Транса». За два сезона сыграл 52 матча в высшей лиге за «Пярну ЛМ», будучи игроком стартового состава клуба. В 2017 году клуб был переформирован в «Вапрус» и футболист продолжил выступать за него. По итогам сезона 2018 года клуб покинул высший дивизион, а в 2020 году стал победителем первой лиги. С 2021 года Виллота со своим клубом снова играл в высшем дивизионе. По состоянию на начало 2020-х годов является капитаном «Вапруса».
По состоянию на октябрь 2022 года провёл более 170 матчей в высшем дивизионе Эстонии.
Выступал за сборные Эстонии младших возрастов, сыграл около 40 матчей. В марте 2021 года вызывался в национальную сборную, когда значительная часть игроков основного состава не смогли прибыть в команду из-за коронавирусных ограничений, однако не вышел на поле.

## Личная жизнь
Брат Матиас (род. 2005) также футболист.